# Should've Known Better
"Should've Known Better" er vindersangen af Dansk Melodi Grand Prix 2012, sunget af sangerinden Soluna Samay. Sangen blev dermed udvalgt til at repræsentere Danmark ved Eurovision Song Contest 2012 i Aserbajdsjan, hvor den opnåede en 23. plads ud af 26 deltagende sange. Sangen er skrevet af Remee, Chief 1, Isam Bachiri og Amir Sulaiman, og den er produceret af Chief 1. Sangen handler om savn og at værdsætte det man har. Singlen har ligget nummer ét på hitlisten, og har modtaget guld for 15.000 solgte downloads.
Cellisten der sås i baggrunden på scenen i Aserbajdsjan er den senere kendte musikproducer Kewan. Trommeslageren Ihan Haydar blev senere kendt fra L.I.G.A.

## Hitlister
| Hitliste (2012)        | Højeste position |
| ---------------------- | ---------------- |
| Danmark (Track Top-40) | 1                |